# Cabanas de Viriato
Cabanas de Viriato é uma vila portuguesa sede da Freguesia de Cabanas de Viriato do Município de Carregal do Sal. A freguesia tem 21,47 km² de área e 1457 habitantes (censo de 2021), tendo, por isso, uma densidade populacional de 68 hab./km². 

## Geografia
Cabanas de Viriato situa-se num planalto da antiga região da Beira Alta virada para Sul, entre a Serra do Caramulo e a Serra da Estrela. A vila fica cerca de 30 quilómetros da capital de distrito de Viseu e cerca de 10 quilómetros de Carregal do Sal.
Nos bairros mais antigos de Cabanas de Viriato passa um pequeno ribeiro onde foram construídos diversos fontanários e o mesmo ribeiro, vai desaguar na Ribeira de Cabanas que nasce perto das Laceiras. Essa aldeia fica localizada a leste de Cabanas de Viriato e está cerca de 350 metros de altitude relativamente ao nível médio do mar.

## Lugares
Lugares da Freguesia de Cabanas de Viriato:
- Cabanas de Viriato;
- Laceiras;

## História
Fez parte do concelho de Oliveira do Conde até à extinção deste em 1836.
O seu nome era apenas Cabanas até a década de 1930. Nessa mesma década, César de Sousa Mendes, irmão gémeo de Aristides de Sousa Mendes, encontrou alguma documentação no Arquivo Nacional Torre do Tombo que evidenciava várias passagens do guerreiro "Viriato" por Cabanas e ficaria a dormir com o seu rebanho no lugar do Aido, atual bairro do Aido. Por essa razão, começa a ser utilizado o nome de "Cabanas de Viriato", nomeadamente no envio de correspondência por via dos correios e em publicidade de algum comércio local. Por consequência, verificou-se uma drástica redução na habitual troca de correspondência com outras localidades com o mesmo nome de "Cabanas".
Quarenta anos mais tarde e no ano de 1970, o nome de "Cabanas de Viriato" seria aprovado por diversas entidades do estado, incluído pela Câmara Municipal de Carregal do Sal, e é publicado a sua oficialização no Diário da República no dia 25 de Novembro.
Cabanas de Viriato foi elevada à categoria de vila no dia 20 de maio de 1993.

## Demografia
A população registada nos censos foi:
| Ano  | 0-14 Anos | 15-24 Anos | 25-64 Anos | > 65 Anos |
| 2001 | 258       | 213        | 831        | 396       |
| 2011 | 183       | 148        | 744        | 458       |
| 2021 | 155       | 123        | 646        | 533       |

## Figuras de destaque
- Cabanas de Viriato:
  - António José Bernardes de Miranda (1885 - 1957), antigo governador de Macau;
  - António José Teixeira de Abreu (1865 - 1930), antigo ministro da Justiça do Rei D.Carlos I;
  - Anacleto de Soveral Soares de Albergaria, administrador do concelho (1929-1936);
  - Aristides de Sousa Mendes, o famoso diplomata português, cônsul em Bordéus em 1940, que salvou a vida a dezenas de milhares de pessoas do holocausto Nazi; Aristides de Sousa Mendes

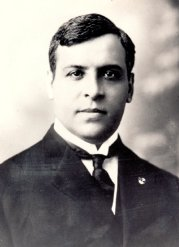
Aristides de Sousa Mendes

  - César de Sousa Mendes (1885 - 1955), irmão gémeo de Aristides de Sousa Mendes, e foi Ministro dos Negócios Estrangeiros nos anos 30 do século XX;
  - Elisa da Ascensão Ramos e Silva, antiga professora primária e dou a sua herança para concretizar um dos seus sonhos de vida, criar um centro social para cuidar pessoas idosas numa estrutura residencial.
  - José Pereira Dias (faleceu no dia 31/05/2025), antigo empresário, foi um dos sócios dos antigos Armazéns Conde Barão e um dos fundadores da Associação de Cabanas de Viriato em Lisboa;
  - Júlio de Barros Mendes (1946 - 2005), antigo presidente da Junta de Freguesia de Cabanas de Viriato;
  - Luís António de Soveral Tavares (1800 – 1883);
  - Ricardo Campos, empresário, antigo presidente de Junta de Freguesia e atual presidente do Fórum da Energia e do Clima da CPLP;

- Laceiras:
  - Carlos Morgado, antigo dono do Restaurante "Morgado" e foi músico da banda "Morgado & Amigos".

## Património
- Casas Senhoriais:
  - Cabanas de Viriato:
    - Casa de Aristides de Sousa Mendes, conhecida também por Casa do Passal, atual Museu Aristides de Sousa Mendes;
    - Casa do Aido, conhecida também por Solar da família dos Viscondes de Midões. Nesta casa nasceu Aristides de Sousa Mendes e está previsto a construção de um centro logístico nacional de apoio aos refugiados. 
    - Casa de Fundo de Vila, conhecida também por Solar da família Teixeira de Abreu;
    - Casa dos Silvério Lobo, conhecida também por Solar da família Dr. Silvério Máximo Lobo ou Casa de Casaínhos. Esta casa foi classificada como espaço cultural, resolução do Conselho de Ministros n.º 22/94.
    - Casa da Pateira;
    - Casa da Família do Dr. Pinto de Campos, conhecida também por Solar da Família Dr. Pinto de Campos;
    - Casa da Família Alarcão, conhecida também por Casa de São José;
    - Casa da Família Abranches de Aguiar, conhecida também por Solar Teles do Vale;
    - Casa Bernardes de Miranda, conhecida também por Solar da Família Bernardes de Miranda;

- Arte Pública:
  - Cabanas de Viriato:
    - Busto de Dr. Anacleto de Soveral Soares de Albergaria, administrador do concelho (1929-1936) e presidente da Câmara de Carregal do Sal. Esta obra de arte pública foi comprada pela Associação de Cabanas de Viriato em Lisboa; 
    - Busto de Aristides de Sousa Mendes, encontra-se enquadrado na entrada principal da Escola Integrada de Aristides de Sousa Mendes; 
    - Cristo Rei, mandado construir por Aristides de Sousa Mendes no ano de 1933;
    - Monumento "A Viriato", escultura erguida em 1998 no âmbito das celebrações do 5º aniversário da elevação de Cabanas de Viriato a vila; 
    - Monumento em memória de Júlio de Barros Mendes, erguida pela Junta de Freguesia de Cabanas de Viriato  e localizada no Jardim Luis Silva e Silvestre Ferreira;
    - Monumento de homenagem aos 150 anos da Sociedade Filarmónica de Cabanas de Viriato, localizado no Jardim da Música e foi inaugurado no dia 17 de Dezembro de 2023;
    - Monumento de homenagem aos combatentes da freguesia de Cabanas de Viriato que serviram no Ultramar, inaugurado no dia 29 de Dezembro de 2024 e fica localizado no Jardim da Memória, perto da Rua Viriato;
    - Mural - Carnaval Dança dos Cus, projeto artístico idealizado pela Associação do Carnaval de Cabanas de Viriato, pintura de João Luís Figueiredo e localizado nas traseiras da sede da Associação do Carnaval de Cabanas de Viriato;
    - Mural - Aristides de Sousa Mendes, projeto artístico idealizado pela Junta de Freguesia de Cabanas de Viriato, pintura de João Luís Figueiredo e localizado numa paredes num apartamento da Rua Viriato;

- Espaço culturais:
  - Cabanas de Viriato:
    - Museu Aristides de Sousa Mendes, inaugurado no dia 19 de Julho de 2024 e localizado no interior da Casa do Passal;
    - "Lagarto", propriedade da Sociedade Filarmónica de Cabanas de Viriato;
    - Teatro de Cabanas, propriedade da Associação Humanitária dos Bombeiros Voluntários de Cabanas de Viriato e foi fundado em 1884;

- Património religioso:
  - Cabanas de Viriato:
    - Igreja São Cristóvão;
    - Capela do Aido;

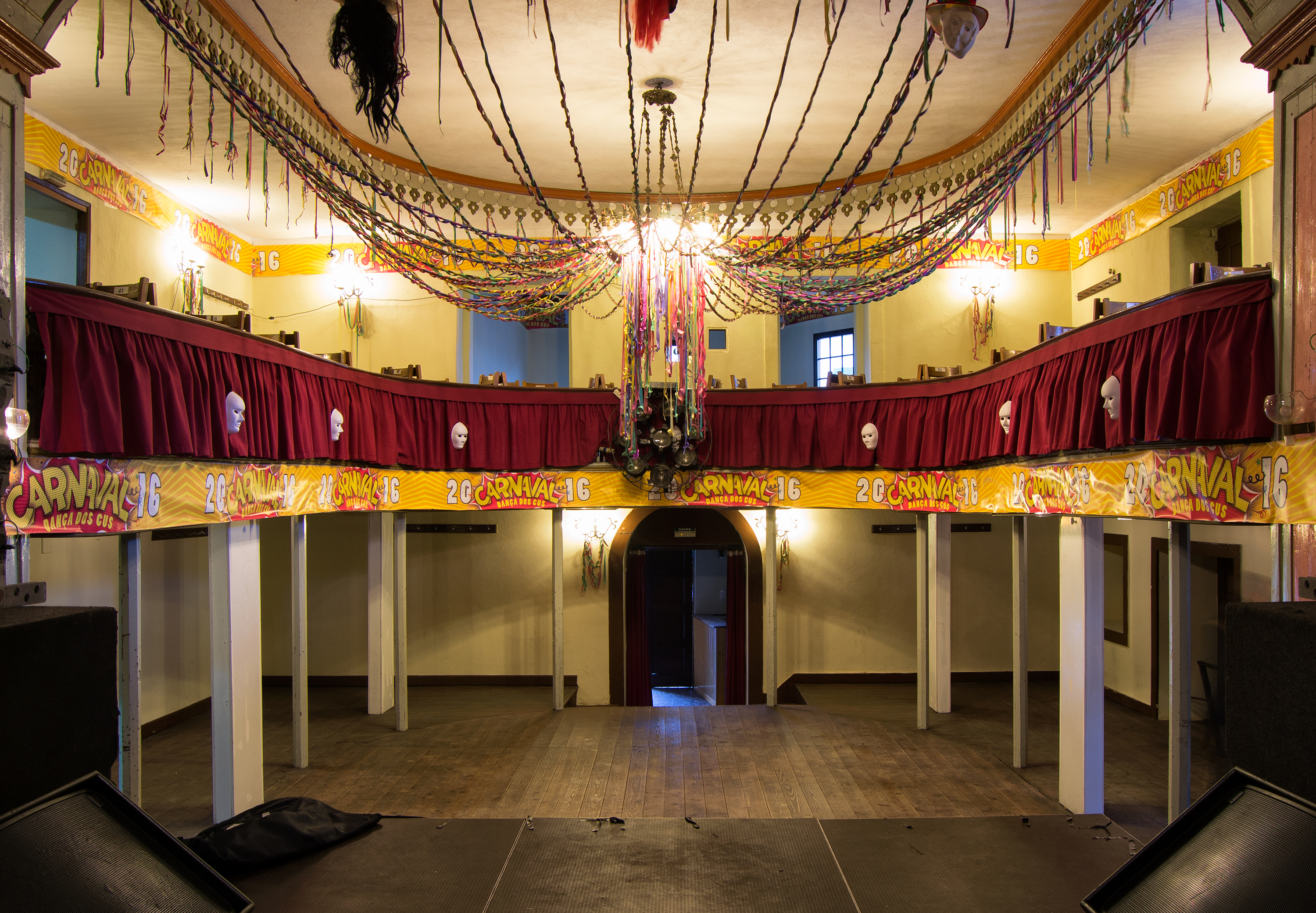
Teatro de Cabanas com decoração do baile de Carnaval de 2016

    - Capela Senhora do Amparo, localiza-se no bairro do Pedrogão e está num estado de abandono;

  - Laceiras:
    - Capela da Senhora dos Milagres;
    - Capela de São Tiago;

## Associações locais
- Cabanas de Viriato:
  - Associação do Carnaval de Cabanas de Viriato;
  - Sociedade Filarmónica de Cabanas de Viriato; 
  - Associação Humanitária dos Bombeiros Voluntários de Cabanas de Viriato; 
  - Clube de Caça e Pesca de Cabanas de Viriato;
  - Associação Festas da Vila de Cabanas de Viriato;
  - Sport Cabanas de Viriato e Benfica;
  - Fundação Aristides de Sousa Mendes;
  - Centro Social Elisa Barros Silva;

- Laceiras:
  - Associação Recreativa Cultural e Desportiva das Laceiras;

- Associações locais já extintas:
  - Associação de Cabanas de Viriato, fundada no dia 17 de Abril de 1971 por Adelino Soares, António Pais Ruiva, José Pereira Dias e José Manuel Bernardes. A sede dessa associação foi na Rua Correia Teles em Lisboa e foi extinta no princípio do século XXI.
  - Grupo Desportivo das Laceiras.

- Subdivisões das associações locais já extintas:
  - Rhitmos, grupo de Dança Moderna da Sociedade Filarmónica de Cabanas de Viriato foi criado em Outubro de 2001 com o propósito de  participar na tradicional Festa de Natal desse ano. No ano seguinte e após um grande incentivo pela população de Cabanas de Viriato, torna-se uma subdivisão da coletividade com autonomia e independente do Grupo de Danças e Cantares. Grande parte das suas atuações foram realizadas em atividades da Sociedade Filarmónica e em alguns eventos realizados no distrito de Viseu. Também, o grupo foi convidado para atuar em alguns programas de televisão, uma das vezes foi no "SIC 10 Horas".  Após 15 anos de atividade, “Rhitmos” viria a ser extinto por falta de novos elementos para substituir aqueles que tinham saído.

- Outras organizações locais extintas:
  - Grupo Teatro Dramático, realizou diversas peças teatrais no Teatro de Cabanas e foram um dos principais impulsionadores da criação da Associação Humanitária dos Bombeiros Voluntários de Cabanas de Viriato.
  - Grupo Teatro Búzio, grupo teatral ficou conhecido por tocar um búzio quando iniciava um ensaio de uma peça teatral na antiga Casa da Renda.

## Equipamentos
- Cabanas de Viriato:
  - Equipamentos ligados ao estado central:
    - Instituição de ensino:
      - Jardim de Infância Angelina de Sousa Mendes;
      - Escola Básica Integrada Aristides de Sousa Mendes, antiga sede do extinto Agrupamento de Escolas Aristides de Sousa Mendes;

    - Saúde:
      - Extensão de Saúde de Cabanas de Viriato;

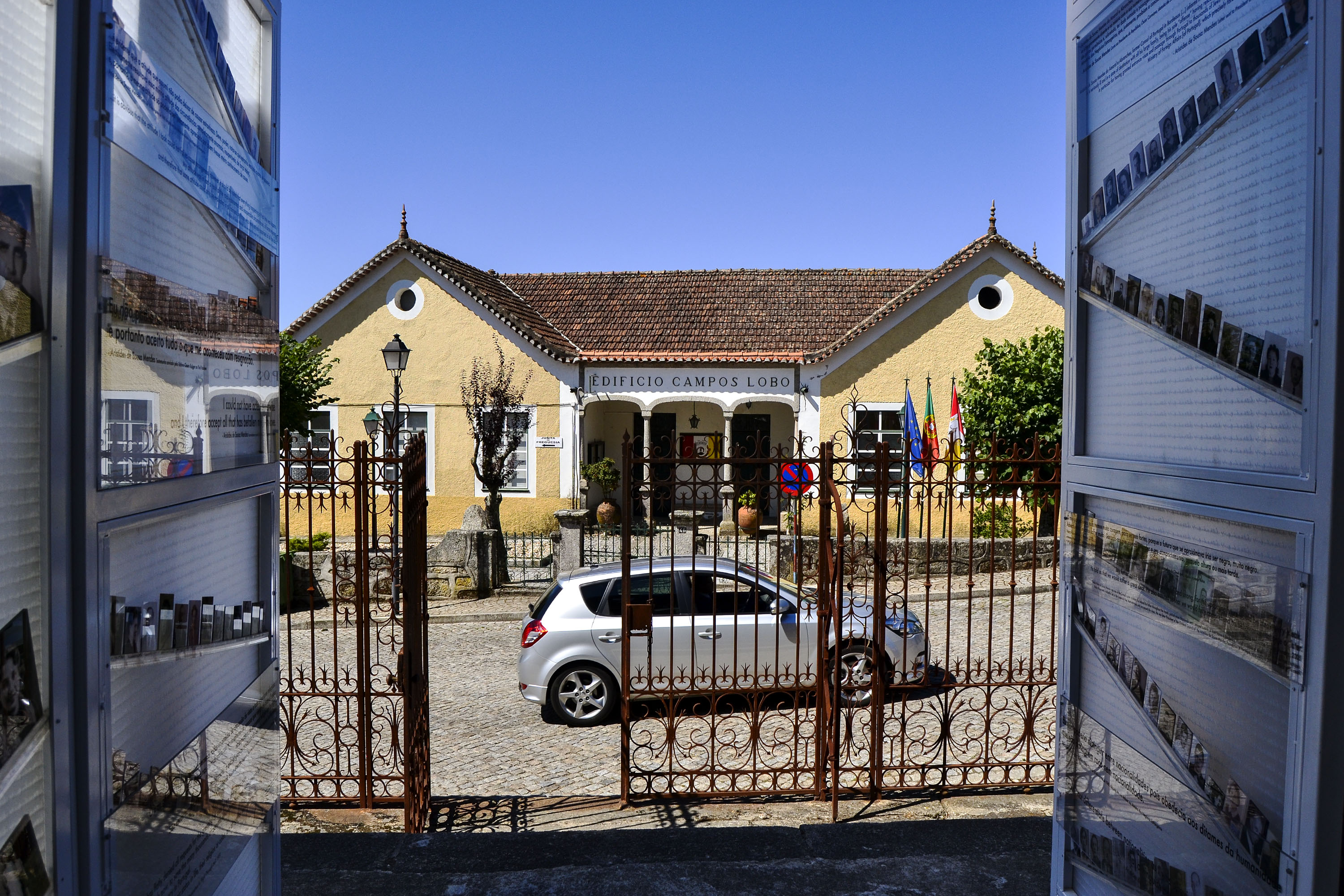
Edifício Campos Lobo e a exposição temporária "WTF - Casa do Passal"

- Equipamento ligado a administração local:
  - Edifício Campos Lobo, antigo escola masculina e é atual sede da junta de freguesia e da assembleia de freguesia;
  - Polidesportivo, espaço desportivo com um campo de futsal, onde é realizado o torneio "Cabanas CUP" e fica localizado perto do atual quartel da Associação Humanitária dos Bombeiros Voluntários de Cabanas de Viriato;

- Equipamento ligado as associações locais:
  - Associação Humanitária dos Bombeiros Voluntários de Cabanas de Viriato:
    - Teatro de Cabanas;
    - Quartel, também conhecido pelo novo quartel, entrou em funcionamento no dia 18 de Setembro de 2011;
    - Antigo quartel, desativado no dia 18 de Setembro de 2011 e ainda é utilizado no dia da realização do baile de Carnaval no Teatro de Cabanas;

  - Centro Social Elisa Barros Silva:
    - Creche "Jardim dos Pequeninos";
    - Unidade Residencial Aristides de Sousa Mendes;
    - Lar do Centro Social Elisa Barros Silva;

  - Sociedade Filarmónica de Cabanas de Viriato:
    - "Lagarto", sala de espetáculos de diversa natureza;

  - Sport Cabanas de Viriato e Benfica:
    - Campo do Outeiro do Seixo;

- Outros equipamentos:
  - Antiga Escola do 1º ciclo das Laceiras, pertenceu ao extinto Agrupamento de Escolas Aristides de Sousa Mendes e é utilizado nos dias da festa em honra da Senhora dos Milagres e bem como, em algumas reuniões da Assembleia de Freguesia de Cabanas de Viriato;

## Eventos
- Eventos desportivos:
  - Cabanas de Viriato:
    - Cabanas CUP, organizado pelo Sport Cabanas de Viriato e Benfica e inserido nas Festas da Vila;
    - Jogos de Futebol do Campeonato da 1ª divisão da Associação de Futebol de Viseu realizados no estádio do Sport Cabanas de Viriato e Benfica.
    - Corrida da esperança - Aristides de Sousa Mendes, organizado pelo Clube Desportivo 3 Santos Populares com apoio da Câmara Municipal de Carregal do Sal, Junta de Freguesia de Cabanas de Viriato, Junta de Freguesia de Cabanas de Viriato e Junta de Freguesia de Parada e bem como, teve apoio da Associação Humanitária de Cabanas de Viriato. A primeira edição ocorreu no dia 21 de Julho de 2024 e foi apadrinhada pelo campeão olímpico Carlos Lopes.

- Eventos culturais:
  - Cabanas de Viriato:
    - Carnaval Dança dos Cus, também foi conhecido por Carnaval Dança Grande, organizado pela Associação do Carnaval de Cabanas de Viriato;
    - Carnaval de Verão (Domingo do segundo fim de semana de Agosto), organizado pela Associação do Carnaval de Cabanas de Viriato e Associação Festas da Vila de Cabanas de Viriato;

- Eventos gastronómicos:
  - Cabanas de Viriato:

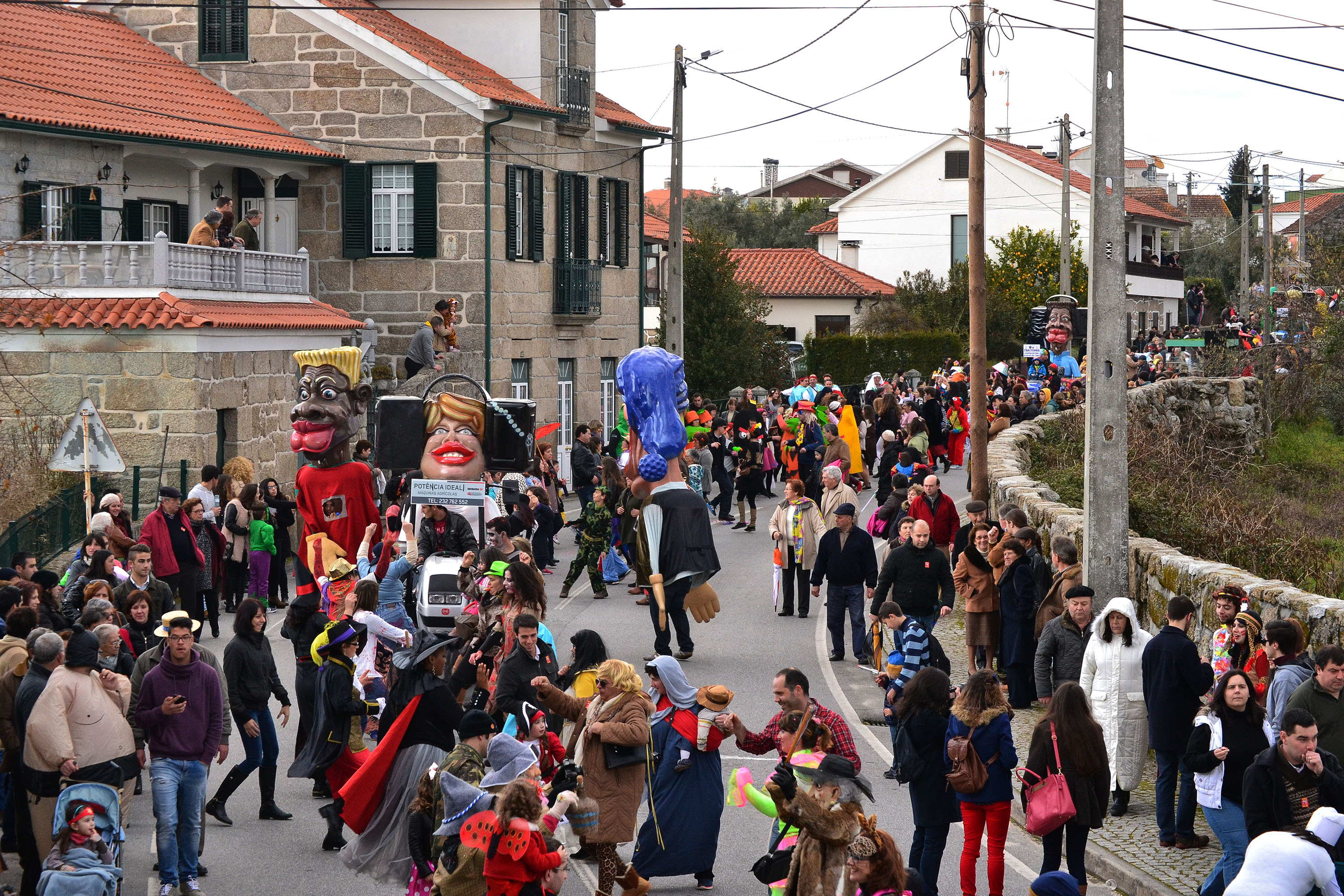
Tradicional Carnaval Dança dos Cus em Cabanas de Viriato

    - Mega Cabidela, organizada pela Associação Humanitária dos Bombeiros Voluntários de Cabanas de Viriato;
    - Festival da Sopa e do Pão, organizado pelo Agrupamento de Escolas de Carregal do Sal no recinto da Escola integrada de Aristides de Sousa Mendes;

- Eventos Musicais:
  - Cabanas de Viriato:
    - Baile de Carnaval no Teatro de Cabanas (Segunda-feira de Carnaval), inserido nos festejos do Carnaval Dança dos Cus é organizado pela Associação Humanitária dos Bombeiros Voluntários de Cabanas de Viriato;
    - Bailes de Carnaval no "Lagarto" (Domingo de Carnaval), inserido nos festejos do Carnaval Dança dos Cus e organizado pela Sociedade Filarmónica de Cabanas de Viriato;
    - Encontro de Cordas, organizado pela Sociedade Filarmónica de Cabanas de Viriato e com atuações de diversos grupos convidados de instrumentos de cordas;
    - Encontro de Bandas, organizado pela Sociedade Filarmónica de Cabanas de Viriato e com atuações de bandas filarmónicas;
    - Noites de Verão, atuação de diversos grupos musicais da Sociedade Filarmónica de Cabanas de Viriato em vários bairros da vila, Aido, Fundo de Vila, Pedrogão e Outeiro de Cima. Este evento ocorrida em algumas noites do mês de Julho de cada ano e deixou de ser realizado entre 2019 a 2023. Em 2024 voltou a ser realizado num evento único no Jardim do Cristo-Rei com apoio da Junta de Freguesia de Cabanas de Viriato e Associação Humanitária dos Bombeiros Voluntários de Cabanas de Viriato.
    - Visita de Reis (Domingo do primeiro fim de semana de Janeiro), organizado pela Sociedade Filarmónica de Cabanas de Viriato;

- Eventos Religiosos:
  - Cabanas de Viriato:
    - Festa em honra do padroeiro São Cristóvão (Final de Julho);

  - Laceiras:
    - Senhora dos Milagres (15 de agosto);
    - Festa em honra de São Tiago (Final de Julho);

- Outros eventos:
  - Cabanas de Viriato:
    - Carnavalândia (último fim de semana de maio ou primeiro fim de semana de junho), organizada pela Associação do Carnaval de Cabanas de Viriato e é dedicado ao Dia Internacional da Criança;
    - Cortejo das oferendas, organizado pela Associação Humanitária dos Bombeiros Voluntários de Cabanas de Viriato com angariação de fundos a partir de donativos das diversas populações da sua área de atuação e também, na venda de alguns bens em leilão.´
    - Festas da Vila (Segundo fim de semana de agosto), organizada pela Associação Festas da Vila de Cabanas de Viriato;
    - Natal Presente, a primeira edição foi realizada entre os dias dias 30 de Novembro e 01 de Dezembro de 2024. Este evento é organizado pela Junta de Freguesia de Cabanas de Viriato com uma coorganização da Câmara Municipal de Carregal do Sal e da Sociedade Filarmónica de Cabanas de Viriato.
    - Natureza Ciclovias Turismo, passeio pedestre no Percurso Patrimonial das Cimalhinhas com organizado pela Câmara Municipal de Carregal do Sal e coorganização da Junta de Freguesia de Cabanas de Viriato, Associação Humanitária dos Bombeiros Voluntários de Cabanas de Viriato e Sociedade Filarmónica de Cabanas de Viriato.
    - Pai Natal sobre Rodas, organizado pela Associação Humanitária dos Bombeiros Voluntários de Cabanas de Viriato;
    - Piquenique com os Sousa Mendes, organizado pelo Museu Aristides de Sousa Mendes do qual é um convívio com os descendentes do Consul  Aristides de Sousa Mendes;

  - Laceiras:
    - Passeio motorizadas, passeio de motas de baixa cilindrada organizado pela Associação Recreativa Cultural e Desportiva das Laceiras e integrado na festa em honra da Senhora dos Milagres;

- Eventos realizados no passado:
  - Cabanas de Viriato:
    - Arraial, evento gastronómico organizado pela Juvebombeiro da Associação Humanitária dos Bombeiros Voluntários de Cabanas de Viriato com o objetivo de angariar fundos para aquisição de diversos equipamentos de socorro. A primeira edição deste arraial foi realizado em 2015 e a última edição foi no ano de 2019.
    - Bailatrilhos, evento de desporto motorizado não profissional foi realizado em 2011 e 2012 pela Juvebombeiro da Associação Humanitária dos Bombeiros Voluntários de Cabanas de Viriato.
    - Cicloturismo, prova de ciclismo não profissional organizado pela Sociedade Filarmónica de Cabanas de Viriato e deixou de ser realizada no ano de 2019.
    - Corrida de rolamentos, foi organizado pela Associação do Carnaval de Cabanas de Viriato e Associação Desportiva Radical de Tondela no dia 23/08/2009.

## Politica
- Junta de Freguesia de Cabanas de Viriato:
  - 2021 a 2025:
    - Presidente de Junta, Nuno Seabra;
    - Secretária, Ana Rita Fidalgo;
    - Tesoureiro, José António Marques;
- Assembleia de Freguesia de Cabanas de Viriato:
  - 2021 a 2025:
    - Mesa da assembleia:
      - Presidente, Fernando Pereira;
      - Primeira secretária, Stefanie Tomás;
      - Segunda secretária, Bárbara Costa;

    - Elementos da assembleia:
      - Célia Costa;
      - António Tavares;
      - Gustavo Costa;
      - Mário Campos;
      - José Figueiredo;
      - Rosa Ribeiro;

- Anteriores Presidentes da Junta de Freguesia:
  - Júlio de Barros Mendes (PSD);
  - José de Barros Figueiredo (PSD);
  - José Rui Pessoa;
  - Olímpio Dias Tavares (Independente com apoio do PSD);

- Candidatos das eleições autárquicas de 2025:
  - Nuno Seabra, candidatura independente com apoio da coligação PSD/CDS de Carregal do Sal;

## Meios de comunicação locais
- Cabanas de Viriato:
  - Cabanas de Viriato, jornal mensal da Fábrica da Igreja Paroquial de Cabanas de Viriato que divulgava as diversas novidades da vila, teve uma tiragem média mensal de 900 exemplares e deixou de ser publicado em finais da década de 10 do século XXI.
  - O Viriato, jornal da Junta de Freguesia de Cabanas de Viriato na década de 60 e década de 70 do século XX.

## Obras e publicações
- Livros:
  - Silva, Artur Jorge Saraiva Pereira da Silva "75º aniversário dos Bombeiros Voluntários de Cabanas de Viriato". Tipografia Lousanense, Setembro de 2010. Consultado em 30 de Julho de 2023.
  - Câmara Municipal Carregal do Sal ''Os Edifícios Religiosos do Município de Carregal do Sal Guia Turístico - Cultural "'. Morgráfica, Gráfica de Mortágua, 2015. Consultado em 04 de Setembro de 2023.
- Flyers:
  - Associação de Cabanas de Viriato "Publicação dedicada ao 1º Centenário da Sociedade Filarmónica de Cabanas de Viriato". Oficinas de São José - Lisboa, Janeiro de 1973. Consultado em 31 de Julho de 2023.
- Jornais:
  - O Viriato, Junho de 1972, nº16, ano IV e dedicado ao 1º Centenário da Sociedade Filarmónica de Cabanas de Viriato. Consultado em 15 de Agosto de 2023.